# Liatongus triacanthus
Liatongus triacanthus är en skalbaggsart som beskrevs av Antoine Boucomont 1920. Liatongus triacanthus ingår i släktet Liatongus och familjen bladhorningar. Inga underarter finns listade i Catalogue of Life.